# Tight end
A tight end (TE) egy poszt az amerikai futballban, a kanadai futballban és az aréna futballban. A tight end a támadósor játékosa, fontos szerepe van a játékban. Ez egy hibrid poszt, a szerepköre az elkapástól kezdve a blokkolásig is terjedhet, így a funkciója keveredik egy offenzív lineman és egy wide receiver jellemzőivel.

## Jellemzői
A tight endek fontos részei az offenzív vonalnak. Az amerikai futballban előfordulhat olyan felállás, ahol nincs egy sem a pályán, de fent lehet akár egyszerre három TE is. A legtöbb edző általában két tight endet használ. A tight endek akár az elkapásokkal is segíthetik csapatukat, de más esetben, akár csak a falemberek, blokkolással segítek a támadásokat. Passzjáték esetében az irányító a tight end kezébe dobja a labdát, aki ha elkapja és megtartja, futhat, ameddig tud, ezzel előrébb jutnak a pályán és közelebb kerülnek a pontszerzéshez. Más esetben, ha a falemberek szerepkörét tölti be, a védekező játékosokat tartóztatja fel, ezzel segít időt nyerni az irányítónak vagy a futónak. A tight endek általában magasabbak és erősebbek a wide receivereknél, de atletikusabbak, mint egy falember.

## Híres játékosok
Napjaink leghíresebb tight endje Rob Gronkowski, a Tampa Bay Buccaneers  játékosa. Gronkowski nem csak a blokkolásban jeleskedik, hanem csapata egyik legjobb elkapó játékosa is egyben; 2011-ben rekordot döntött, amikor 17 touchdownt szerzett és 1327 yardot kapott el. Jelenleg is aktív híres és kiváló játékos még Jimmy Graham, a Seattle Seahawks játékosa, Antonio Gates, a San Diego Chargers tight endje. Pár név a már visszavonult klasszisok közül: Tony Gonzalez, Mike Ditka és John Mackey.